# Уфа-Шигири
Уфа-Шигири — деревня Нижнесергинского района Свердловской области России, входит в состав «Михайловского муниципального образования».

## География
Деревня расположена в 35 км (по автотрассе в 43 км) к юго-западу от города Нижние Серги, в лесной местности, на левом берегу реки Уфа. В деревне имеется пешеходный мост через реку Уфа.

## Топоним
Татарское название села — тат. Уфа Шигере, башкирское — баш. Өфө Шигер.

## История
Часть жителей села являются потомками башкирского рода кошсы и гайна. Некоторые жители деревни возводят свои генеалогии к мигрировавшими за Урал татарам после взятия Казани в 1552 году. Ранее относилась к Кущинской волости. Деревня была основана в XVI веке. Впервые упоминается в документах в 1647/1690 году. В период кантонного управления Башкирией деревня относилась к 5-му юрту 2-го башкирского кантона.
Жители деревни не имели собственной земли так как свою вотчину они вместе с башкирами деревень Урмикеево и Артя-Шигири продали барону С. Г. Строганову по купчей крепости от 19 июля 1755 года. 1748 году в их бывшей земле в 1748 году был построен Артинский молотовой завод. При этом башкиры выговорили себе право беспрепятственно проживать и пользоваться всеми угодьями на уступленных землях, но фактически стали припущенниками-жильцами уже чужой вотчины.
В селе Шокурово и деревне Уфа-Шигири в начале марта 1773 году побывал академик П. С. Паллас, который написал об этом так:

«Ехали по большей части по льду р. Уфы мимо некоторых башкирских деревень до Шокур-аула. Щастливые башкирцы имеют в сей стране великое земледелие и водят пчел, довольно скота и дичиною в около лежащих горных дремущих лесах весьма изобилуются. Охота на куниц, оленей. Башкирцы имеют постоянные деревни. В башкирской деревне Шигири-аул (Уфа-Шигири) в 15 верстах вниз по Уфе переминил лошадей»— Асфандияров А. З. История сёл и деревень Башкортостана и сопредельных территорий. — Уфа: Китап, 2009. — 744 с. — ISBN 978-5-295-04683-4.
.
В 1834 году здесь в 29 дворах проживали 141 башкир. В 1859 году в 29 дворах учтено 220 жителей.
По переписи 1920 года, в 74 дворах учтено 437 башкир.
В 1926 году жители деревни Уфа-Шигири в основном считали себя башкирами, а с 1959 года — татарами.
В первые годы существования Башкирской автономии Шокуровская волость (куда в то время относилась деревня Уфа-Шигири) входила в состав Кущинского кантона. В сентябре 1919 года Кущинский и Дуванский кантоны Автономной Советской Башкирской Республики были объединены в Дуван-Кущинский кантон, которая в 1922 году была преобразована в Месягутовский кантон. 1923 году границы данного кантона были изменены и его северные волости отошли к Екатеринбургской губернии, впоследствии присоединенной к Уральской области.

## Инфраструктура
На территории деревни располагаются медицинский пункт, сельский клуб, при котором действует татарский вокальный ансамбль «Чишмәкәй» и татарский фольклорный ансамбль «Мирас», детский подростковый клуб «Шатлык»

## Религия
Уже в 1834 году в деревне была учтена мечеть.
Религиозная община официально оформилась в Уфа-Шигири в 1995 году. На сегодняшний день в деревне имеется три мечети.

## Население
| 2002 | 2010 | 2021 |
| ---- | ---- | ---- |
| 493  | ↗522 | ↘460 |

Согласно переписи населения 2010 года в деревне проживали татары (87 %).